# Озірни (струмок)
Озірни — струмок  в Україні, у Верховинському районі Івано-Франківської області, правий доплив Пробійни (басейн Дунаю).

## Опис
Довжина струмка приблизно  5 км. Формується з багатьох безіменних струмків.

## Розташування
Бере  початок на південному сході від гори Похрептини. Тече переважно на північний схід і на заході від села Пробійнівки впадає у річку Пробійну, ліву притоку Білого Черемошу.